# Brouwershaven
Brouwershaven (seeländisch Brouwesaeven oder Brouw) ist ein Ort im Norden der Insel Schouwen-Duiveland, der nördlichsten Insel der niederländischen Provinz Zeeland direkt am Grevelingenmeer.
Die Smalstad gehört zur Gemeinde Schouwen-Duiveland und zählt heute 1.290 Einwohner. Trotz bewegender Vergangenheit, geprägt durch die maritime Geschichte, hat Brouwershaven seinen ursprünglichen Charakter gewahrt und besticht durch die Atmosphäre früherer Jahrhunderte. Während zunächst der Hafen, der Fischfang und die Landwirtschaft den Einwohnern als Lebensgrundlage dienten, ist heute der Tourismus wirtschaftliche Grundlage der Stadt. Brouwershaven verfügt über einen großen Jachthafen und das Grevelingenmeer ist ein Eldorado für Wassersportler, seien es Taucher, Windsurfer oder Hobbykapitäne. Um Brouwershaven wurden zahlreiche Campingplätze und Bungalowparks errichtet.

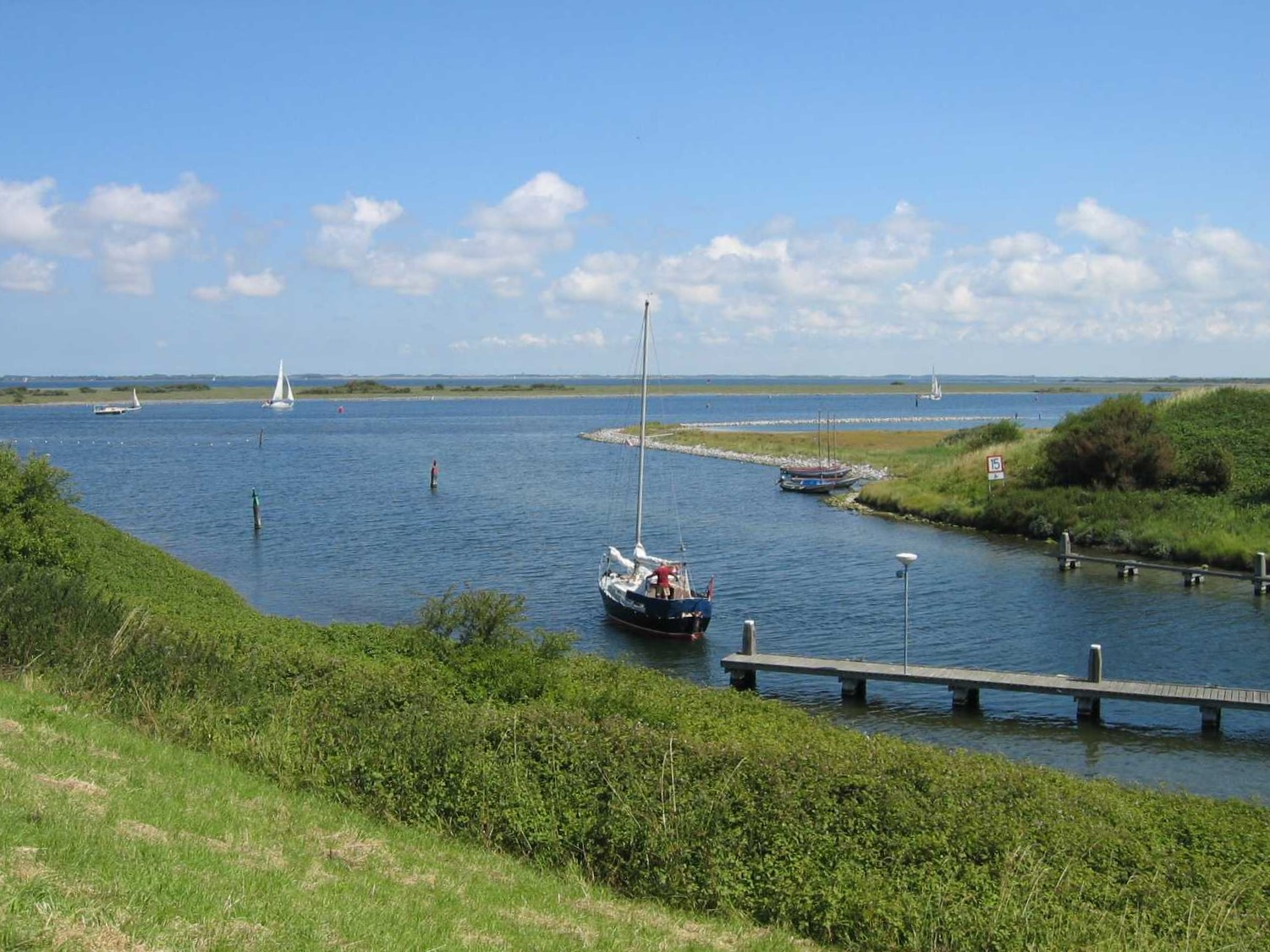
Zufahrt zum Stadthafen, seeseitig

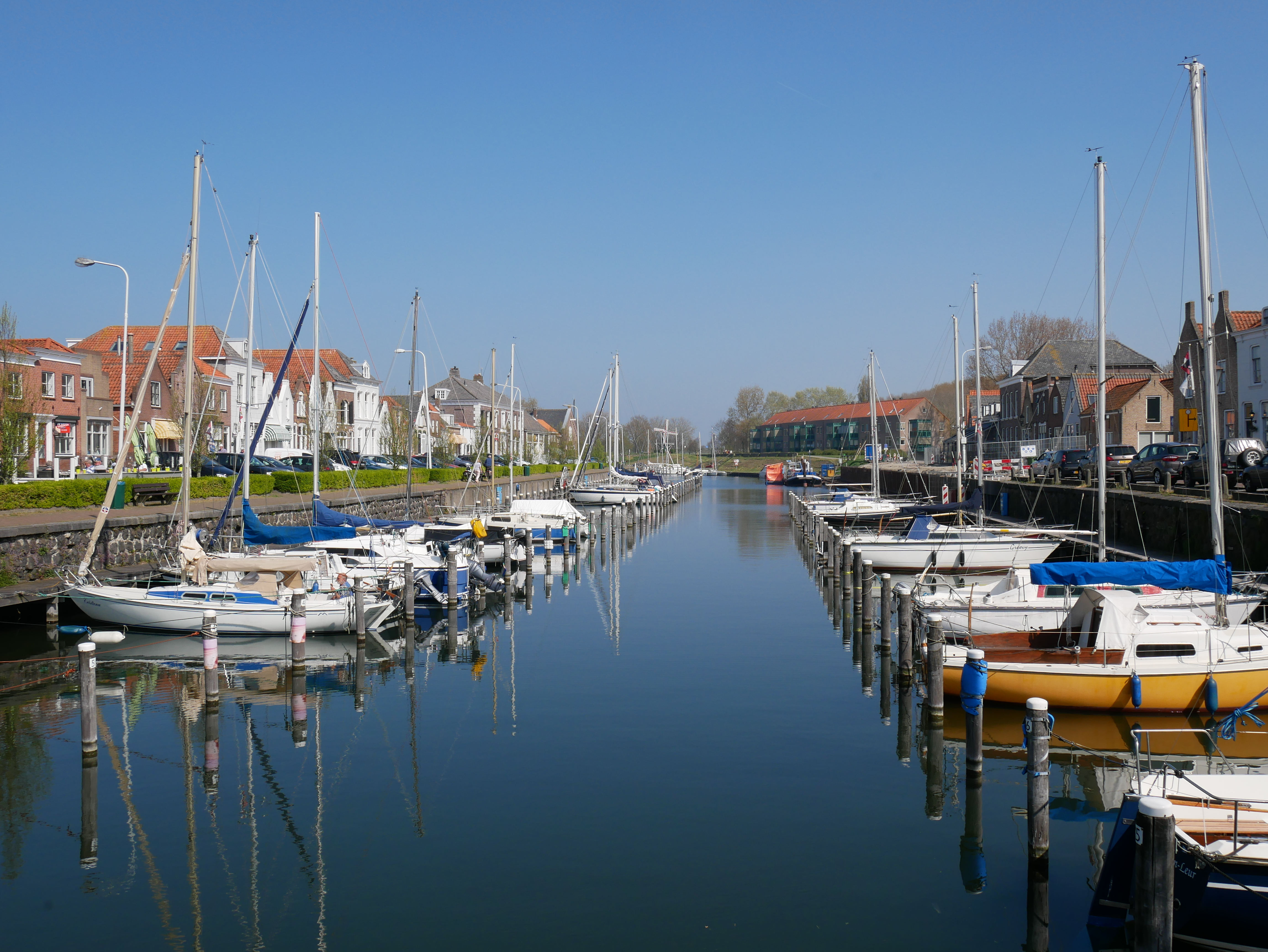
Der Yachthafen

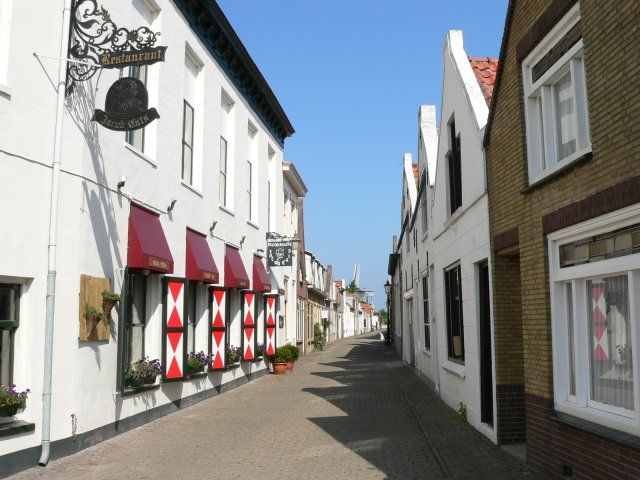
Molenstraat in Brouwershaven

## Historisches
Brouwershaven entstand Mitte des 12. Jahrhunderts. Die Stadt Zierikzee im Süden der Insel hatte sich zu einer bedeutenden Hafenstadt entwickelt. Die wachsende Bevölkerung auf der Insel Schouwen-Duiveland, der verstärkte Landbau und Fischfang und stetig steigender Handel machten einen zweiten Hafen im Norden der Insel erforderlich. Diese Entwicklung wurde durch politische Interessen gestärkt, denn für den Adel bedeutete der Besitz eines Hafens Macht. Daher nahmen Graf Floris V., Herrscher über Holland und Zeeland und Jan van Renesse Einfluss auf die Stadtentwicklung. Der Bau einer großen Kirche im Jahr 1325 und das prächtige Stadthaus aus dem Jahr 1599 zeigen, dass sich der Adel einiges von Brouwershaven versprach.
Die Entwicklung blieb jedoch hinter den Erwartungen zurück, insbesondere, da andere Städte die Funktion von Umschlaghäfen immer stärker übernahmen und der Fisch- und Krabbenfang nicht genug einbrachte. Auch Jacob Cats, der 1577 in Brouwershaven geboren wurde, und der als Heimatdichter, als Staatsmann und Politiker und als Verfasser diverser Schriften über die Landesgrenzen hinweg Anerkennung fand, konnte diese negative Entwicklung nicht rückgängig machen. 1682 wurde Brouwershaven durch eine schwere Sturmflut getroffen. Brücken, Hafenteile und viele Gebäude wurden zerstört und weggespült. Das ganze Gebiet wurde durch eine hohe Schlickschicht bedeckt.
Zwischen 1838 und 1870 blüht Brouwershaven wieder auf. In dieser Zeit waren die Flussmündungen von Maas und Schelde stark versandet. Rotterdam war auf dem Seeweg nicht mehr erreichbar. Brouwershaven übernahm die Rolle des Umschlaghafens für Waren und Passagiere in Übersee. Neue Gebäude entstanden, zahlreiche Kontore, 27 Hotels und Caffee's und der Aufenthalt bekannter Persönlichkeiten gaben der Stadt ein neues Gesicht. Als erste Stadt in den Niederlanden erhielt Brouwershaven eine Telegrafenanbindung an Rotterdam.
Im Jahre 1870 wurden die neuen Wasserwege nach Rotterdam fertig und Brouwershaven versank wieder in seiner wirtschaftlichen Bedeutungslosigkeit. Am 21. Februar 1953 wurde Brouwershaven letztmals von einer Sturmflut heimgesucht, die das gesamte Stadtgebiet unter Wasser setzte. Anschließend wurde vor Brouwershaven ein Polder errichtet und das Stadtgebiet eingedeicht. Die Polder dienen heute als Erholungsflächen mit Spiel- und Sportmöglichkeiten und einem kleinen Tierpark.
Mit der Errichtung des Grevelingendams und des Brouwersdams in den Jahren
1965 und 1971 verlor Schouwen-Duiveland seine eigentliche Inselposition und Brouwershaven seine Anbindung an die offene Nordsee. Das Grevelingen wurde zu einem Binnenmeer.

## Sehenswürdigkeiten

### Stadthaus

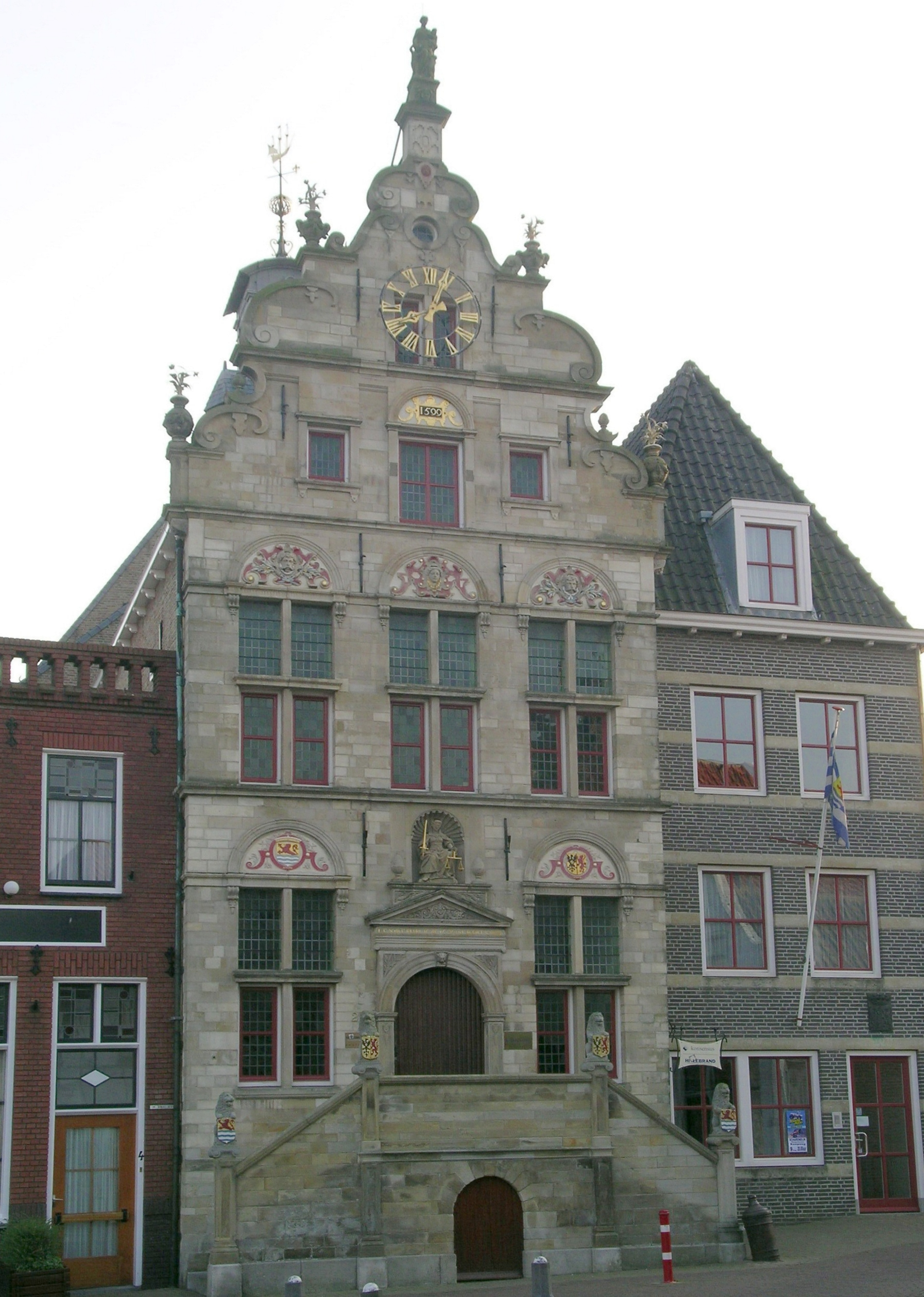
Stadthaus von 1599

Das westliche Ende des Marktplatzes wird durch das prächtige Stadthaus geprägt. Das Gebäude, das 1599 im Stil der flämischen Renaissance errichtet wurde überragt alle anderen Häuser. Ein Uhrwerk und ein Glockenturm „krönen“ das ehemalige Rathaus.

### Marktplatz
Brouwershaven hat seinen alten Hafenstadtcharakter gewahrt. Das Zentrum bilden der Binnenhafen und direkt angrenzend der Marktplatz. Die umliegenden kleinen Häuschen und die Geschäfte rahmen den historischen Stadtkern ein und geben ihm den maritimen, mittelalterlichen Flair.

### Jacob-Cats-Denkmal
Am östlichen Ende des Marktplatzes, vor dem Binnenhafen, haben die Einwohner dem Heimatdichter, Politiker und Staatsmann Jacob Cats 1829 ein Denkmal errichtet. Jakob Cats wurde 1577 in Brouwershaven geboren. Kurz vor seinem Tod zeigte er der Stadt seine Wertschätzung und überließ ihr ein Exemplar seiner gesammelten Werke.

### Sankt Nikolauskirche

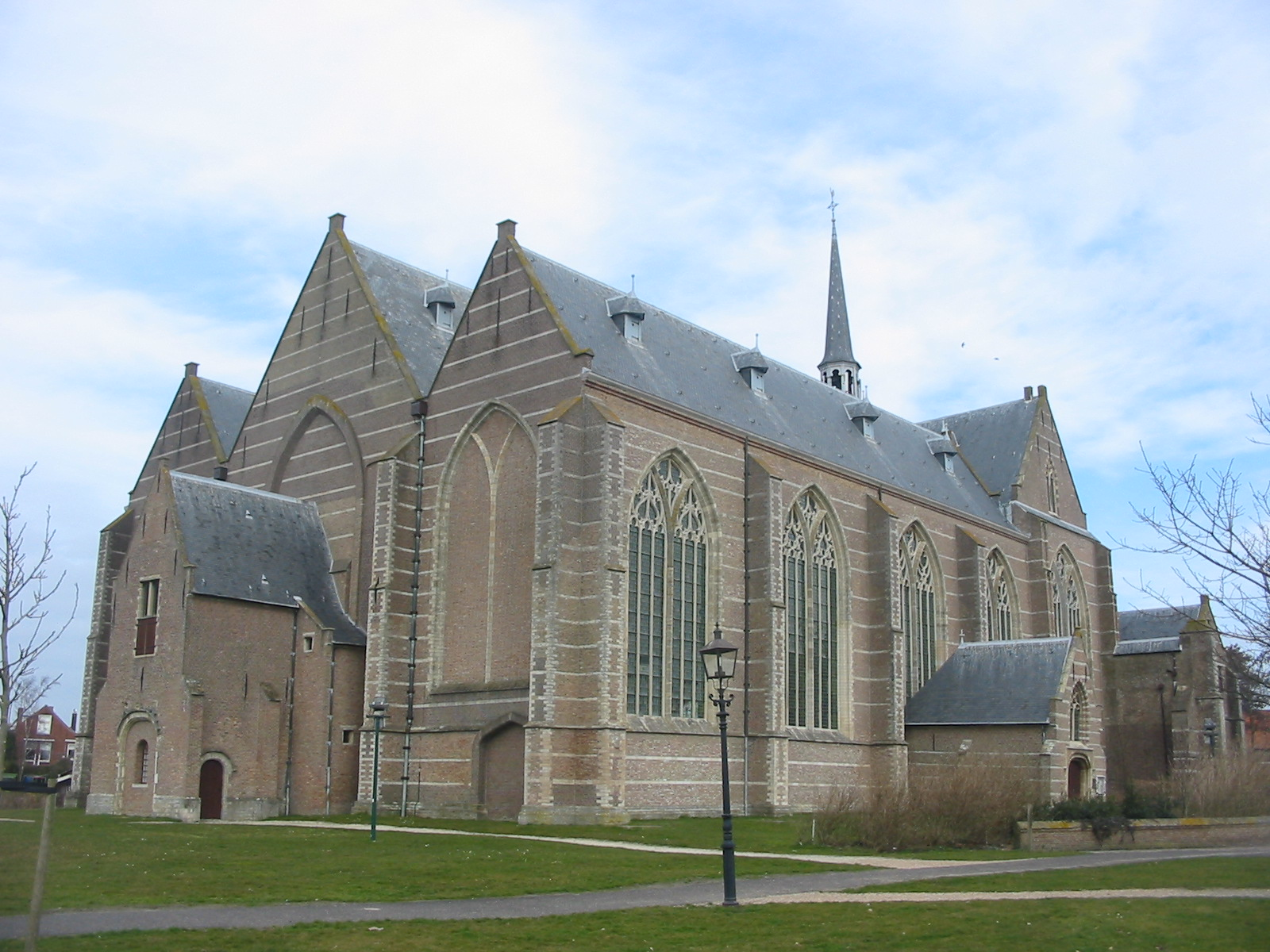
Sankt Nikolauskirche zu Brouwershaven

Schon von weitem sieht man den Dachreiter der Sankt Nikolauskirche. Überraschend ist die Größe des Kirchenbaus. Die Kirche wird ihrem Namen Grote of Sint Nicolaaskerk mehr als gerecht. Der Kirchenraum ist 82,5 m lang, 28,5 m breit und 24,9 m hoch.

## Vereinswesen
Es gibt in Brouwershaven einen Fußballverein und einen Golfclub, den 1st Golfclub Brouwershaven. Außerdem gibt es eine Wassersportvereinigung.